# Pista qolora
Pista qolora är en ringmaskart som beskrevs av Francis Day 1955. Pista qolora ingår i släktet Pista och familjen Terebellidae. Inga underarter finns listade i Catalogue of Life.